# Lycaena brandti
Lycaena brandti är en fjärilsart som beskrevs av Pfeiffer 1938. Lycaena brandti ingår i släktet Lycaena och familjen juvelvingar. Inga underarter finns listade i Catalogue of Life.